# Önundur Hróarsson
Önundur bildur Hróarsson (n. 894) fue un vikingo noruego que emigró con su padre Hróar Önundarson (n. 864) a Islandia. Aparece como personaje en la saga de Njál, y la saga Flóamanna. Se casó con Þorgerður Sigmundsdóttir (n. 900), una nieta de Sighvat el Rojo, y de esa relación nacieron tres hijos: Helga (n. 915), Eilífur (n. 917) y Sigmundur (n. 920).